# Joseph Yobo
Joseph Yobo, né le 6 septembre 1980 à Kono (en), dans l’État de Rivers, au Nigeria, est un footballeur international nigérian qui évolue au poste de défenseur.

## Biographie
Il a un frère, Albert Yobo (en) qui est également footballeur et international nigérian.
Ils ont grandi à Port Harcourt, dans l'État de Rivers, au sud du Nigeria et c'est là qu'il fit la connaissance d'un de ses meilleurs amis, George Abbey, footballeur lui aussi. 

### Arrivée en Europe
Parti très jeune de son pays natal, et après un bref passage à Auxerre, il commence le football professionnel en 2000 au Standard de Liège. Après avoir joué 30 matchs de championnat et acquis une bonne réputation, il est recruté par l'Olympique de Marseille en 2001.

### La reconnaissance à Everton
Le nouvel entraîneur de l'Olympique de Marseille, Alain Perrin ne compte pas sur lui pour la nouvelle saison et le prête à Everton FC pour environ 1,5 million d'euros et une option d'achat d'environ 6 millions d'euros. Il est la première recrue de David Moyes entraîneur d'Everton FC.
En 2006, en dépit des rumeurs qui l'annoncent partant à Arsenal FC, il renouvelle son contrat jusqu'en 2010 avec le club basé à Liverpool.
Le 15 avril 2007, il devient le recordman des apparitions sous le maillot d'Everton et le premier capitaine africain du club.
Lors de la saison 2006-2007, il est le joueur le plus utilisé de son équipe en Championnat d'Angleterre ayant joué chaque minute de tous les matchs. En août 2010, il est prêté au club turc de Fenerbahçe où il sera champion. Il a notamment marqué le but de la victoire lors de la dernière journée qui a permis au club stambouliote d'être sacré. 

### Fenerbahçe
À la suite de sa seconde saison consécutive de prêt, il signe un contrat de trois ans en faveur de Fenerbahçe,. En janvier 2014, il est prêté à Norwich City.

### Carrière internationale
Sa première sélection a eu lieu en 2001. Il a participé à la Coupe du monde 2002 avec le Nigeria. Lors de la Coupe du monde 2014 au Brésil, il fête sa centième sélection lors du dernier match de poule face à l'Argentine.

## Palmarès

### En équipe nationale
- Vainqueur de la Coupe d'Afrique des Nations en 2013.

### En club
- Everton
  - Finaliste de la Coupe d'Angleterre en 2009.

- Fenerbahçe SK
  - Champion de Turquie en 2011 et 2014
  - Vainqueur de la Coupe de Turquie en 2012 et 2013.

## Travail associatif
En juin 2005, Joseph Yobo a fondé la Joseph Yobo Charity Foundation pour aider les enfants défavorisés du Nigeria. 
En juillet 2007, il a ouvert une académie de football pour les Ogoni, un peuple indigène vivant dans l'État de Rivers dans le sud du Nigeria. Il a aussi ouvert avec son club d'Everton FC un centre de football à Lagos appelé l'Everton Lagos FC.